# IC 466
IC 466 est une nébuleuse en émission visible dans la constellation de la Licorne.
On l'observe dans la partie centrale de la constellation, à environ 0,5° ouest-sud-ouest de l'étoile 20 Monocerotis, de magnitude 4,91. Elle apparaît comme un petit point lumineux sur les photographies prises avec un télescope amateur de grande puissance équipé de filtres spéciaux. Située à seulement 4° au sud de l'équateur céleste, il peut être observé facilement depuis toutes les zones peuplées de la Terre, sans aucun privilège. La période la plus favorable pour son observation dans le ciel du soir est de décembre à avril.
Il s'agit d'une petite région H II, située sur le bras de Persée, l'un des principaux bras spiraux de la Voie lactée, à environ 3 000 pc (∼9 780 al) de distance, et à environ 850 pc (∼2 770 al) du grand nuage moléculaire de Sh2-287. Le principal responsable de l'ionisation des gaz dans la région est une étoile bleue de classe spectrale O9V, à laquelle s'ajoutent probablement deux autres étoiles de classe B, dont une géante bleue. À l'intérieur se trouve également un petit amas ouvert de très jeunes étoiles, catalogué sous le nom de [DB2001] Cl 35, qui, obscurci par les nuages, émet principalement un rayonnement infrarouge.